# Phalacrocorax capillatus
Il cormorano del Giappone (Phalacrocorax capillatus Temminck e Schlegel, 1849) è un uccello appartenente alla famiglia dei Falacrocoracidi diffuso nelle regioni nord-orientali dell'Asia.

## Descrizione
Presenta piumaggio verdastro e una larga macchia bianca sotto la gola.

## Distribuzione e habitat
Vive in Giappone.